# Paasberg (Terborg)

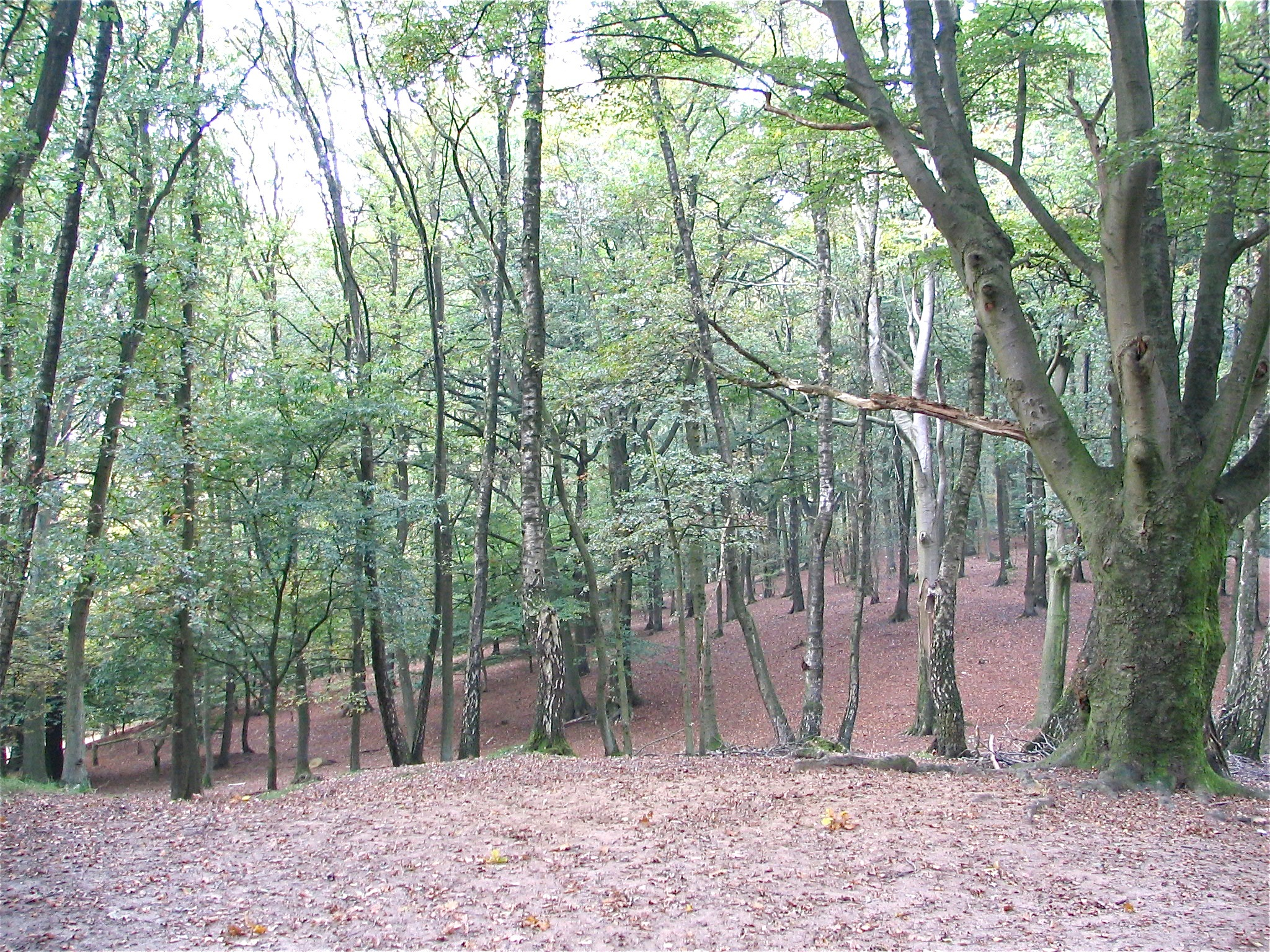
Op de Paasberg, met zicht op de Paasberglaan onderaan de heuvel (2007).

De Paasberg in Terborg in de Nederlandse Achterhoek is een natuurlijke heuvel gelegen tussen de Paasberglaan en 't Veld in het zuidoosten van Terborg.

## Geologie
De berg is een oud rivierduinencomplex, opgewaaid in de laatste ijstijd (10.000 tot 13.000 jaar geleden), toen niet de Oude IJssel, maar een voorloper van de Rijn door het gebied stroomde. Door de schaarse en open vegetaties die onder droge en koude klimatologische omstandigheden groeiden werden deze zogenaamde jonge dekzanden opgeworpen. Deze dekzanden bestaan vooral uit niet-leemhoudende fijnzandige afzettingen. De afzettingen van de grote rivieren behoren tot de formatie van Kreftenheye. Ook de rivierduinen bij de Oude IJssel worden tot de formatie van Kreftenheye gerekend.
In het verleden was de Paasberg groter. De Paasberg liep toen door in noordwestelijke richting en heeft toen waarschijnlijk in verbinding gestaan met de heuvels van Gaanderen. Bij grondboringen zijn in het centrum van Terborg resten van de rivierduin gevonden. Dit rivierduinencomplex is erg zeldzaam en daarom van grote aardkundige waarde. Tegenwoordig is de Paasberg vier hectare groot. Het zuidwestelijke deel van het natuurgebied grenst aan het grondgebied van kasteel Wisch, de zogeheten "Wei van Wisch".
In het verleden was de Paasberg kaal en tot 1921 stond er een molen op de top. Tegenwoordig is de Paasberg begroeid met bomen (veel beuken) en staan er drie villa's op de berg.

## Religie en folklore
In het verleden werd er met Pasen een paasvuur ontstoken op de Paasberg. De naam verwijst naar dit oude gebruik om de terugkeer van het licht en de lente te vieren. De as werd uitgestrooid over de akkers, een symbolische handeling, waarbij Gods zegen over de akker werd afgesmeekt. De kerk heeft geprobeerd de paasvuren en andere heidense tradities eromheen uit te bannen.
De Paasberg speelt een rol in de sage van Het glujende peerd.

## Gebouwen met dezelfde naam
Verschillende gebouwen en voorzieningen in Terborg zijn naar de Paasberg vernoemd. Aan de zuidoostelijke rand van het natuurgebied, tegen Silvolde aan, liggen het openluchtzwembad Zwembad De Paasberg en sporthal en sportterreinen Sporthal De Paasberg. Naast het zwembad liggen de tennisbanen van tennisvereniging LTC De Paasberg. In het oostelijke deel van het gebied, langs het pad De Tuit (een zijstraatje van 't Veld), ligt Café Partycentrum Biljartzaal De Paasberg.

## Foto's van de Paasberg

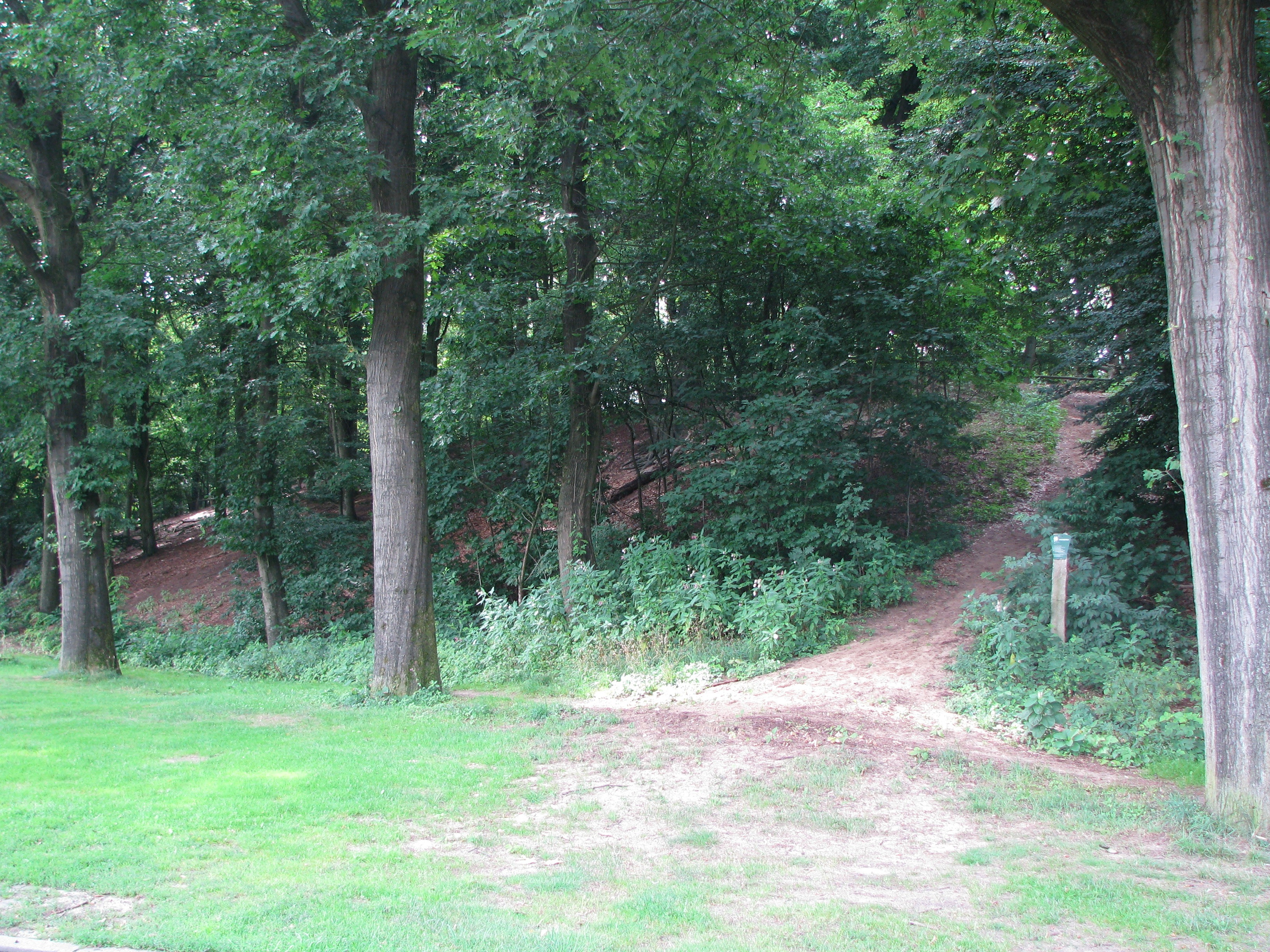
Begin wandelpad (oostzijde), 2013.
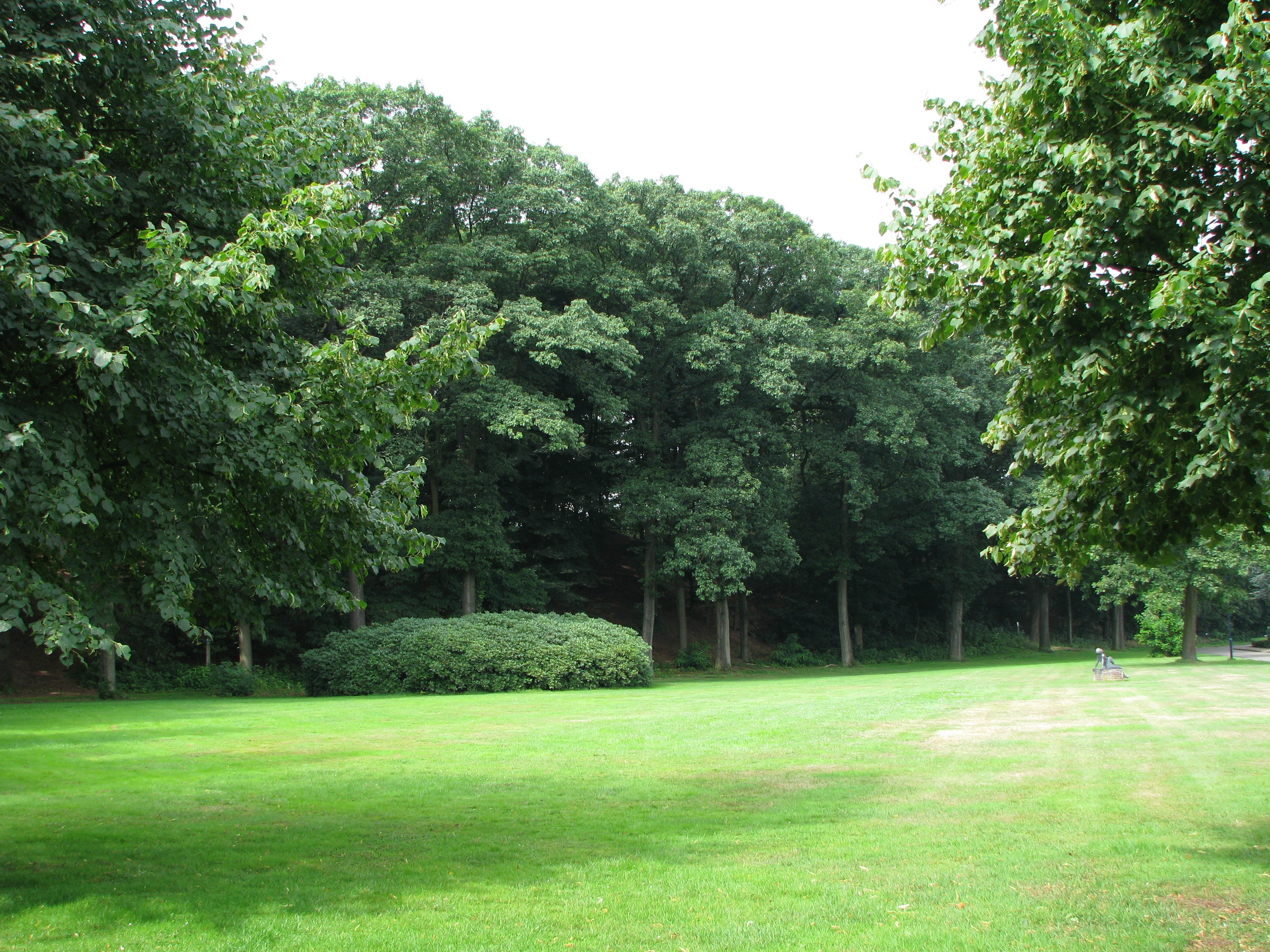
Grasveld langs 't Veld en bosrand Paasberg (oostzijde), 2013.
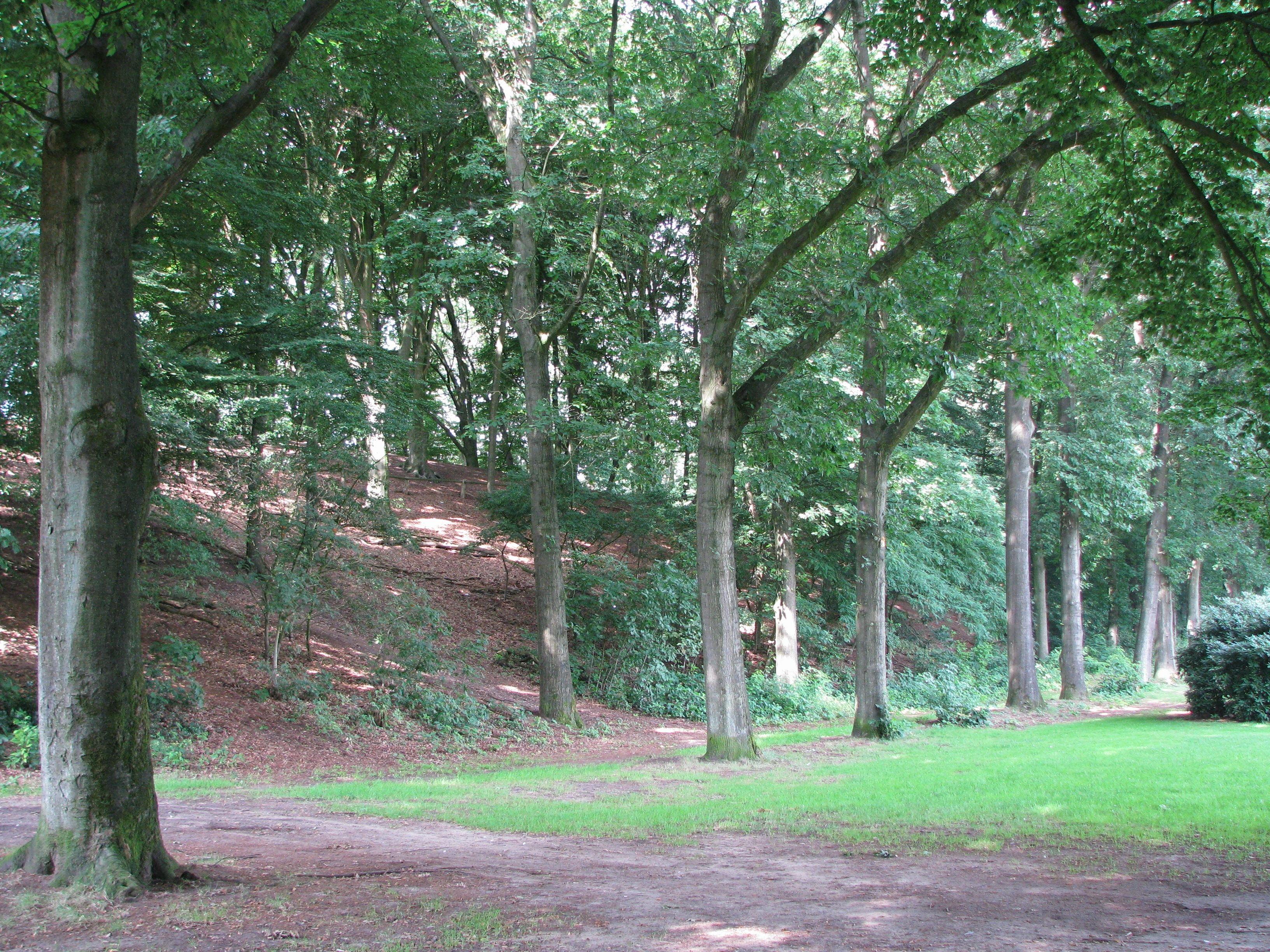
Paasberg vanaf De Tuit (oostzijde), 2013.
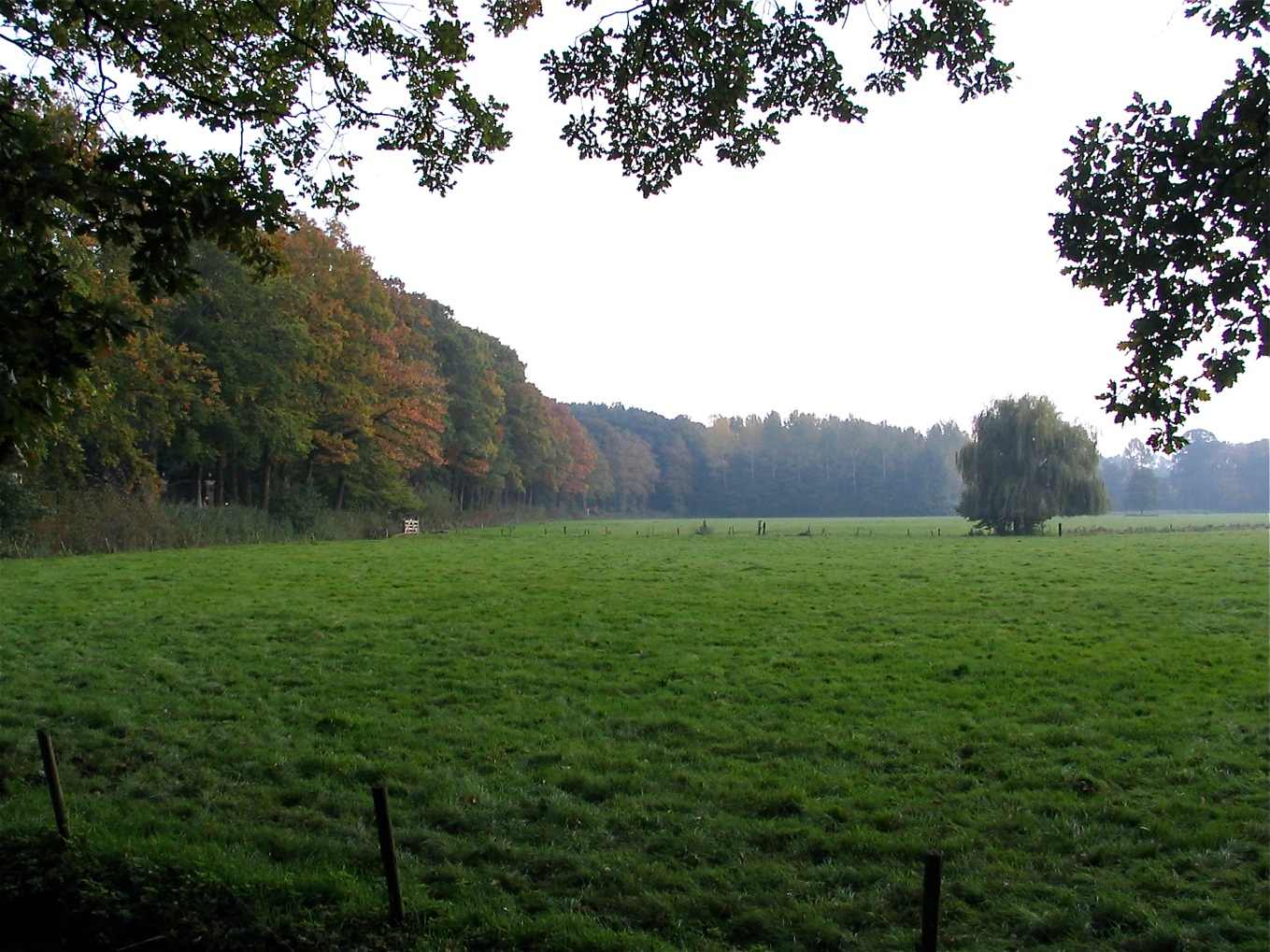
Bosrand Paasberg en de Wei van Wisch, vanaf de Laan van Wisch (2007).
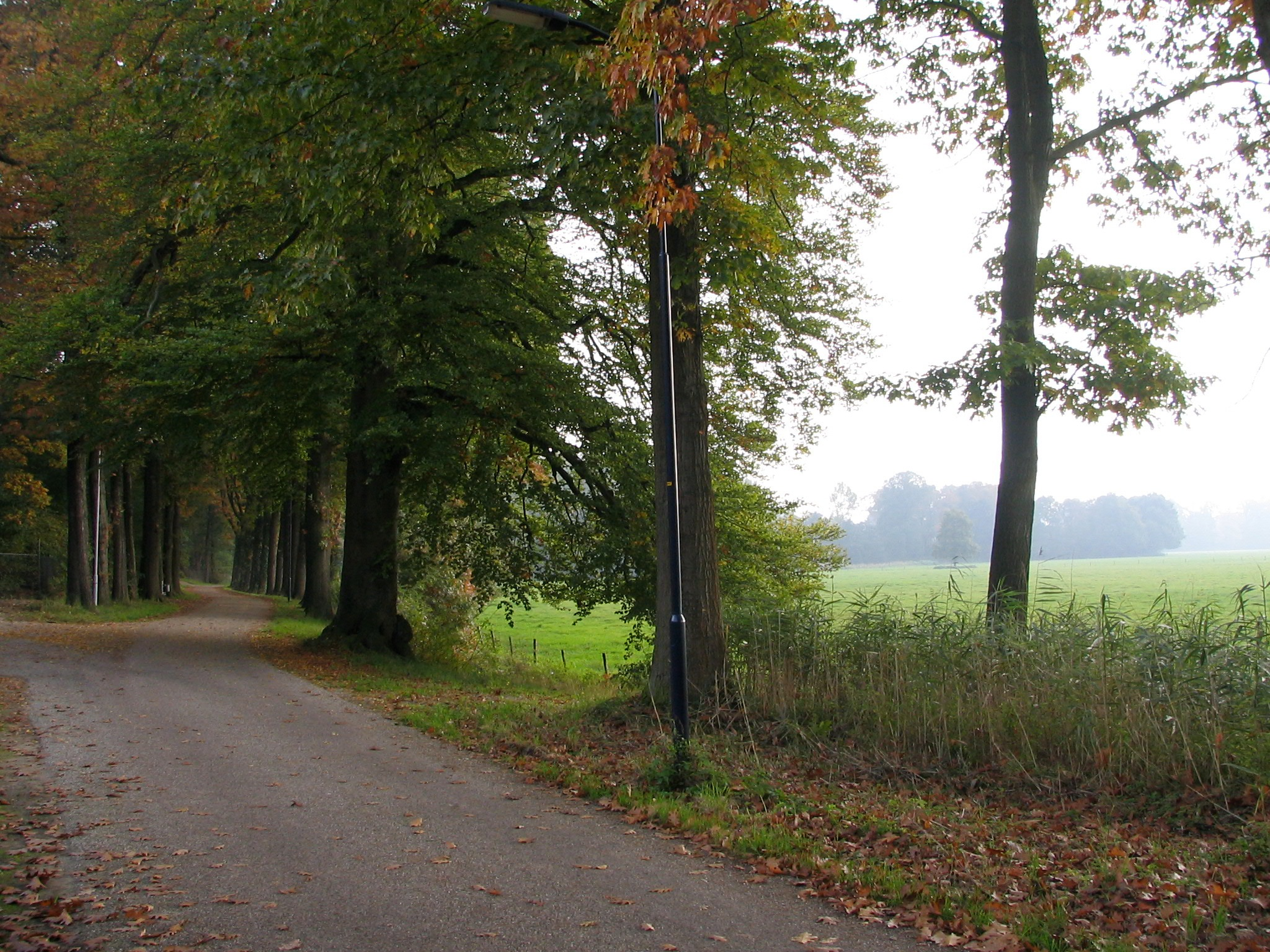
Paasberglaan en de Wei van Wisch (2007).
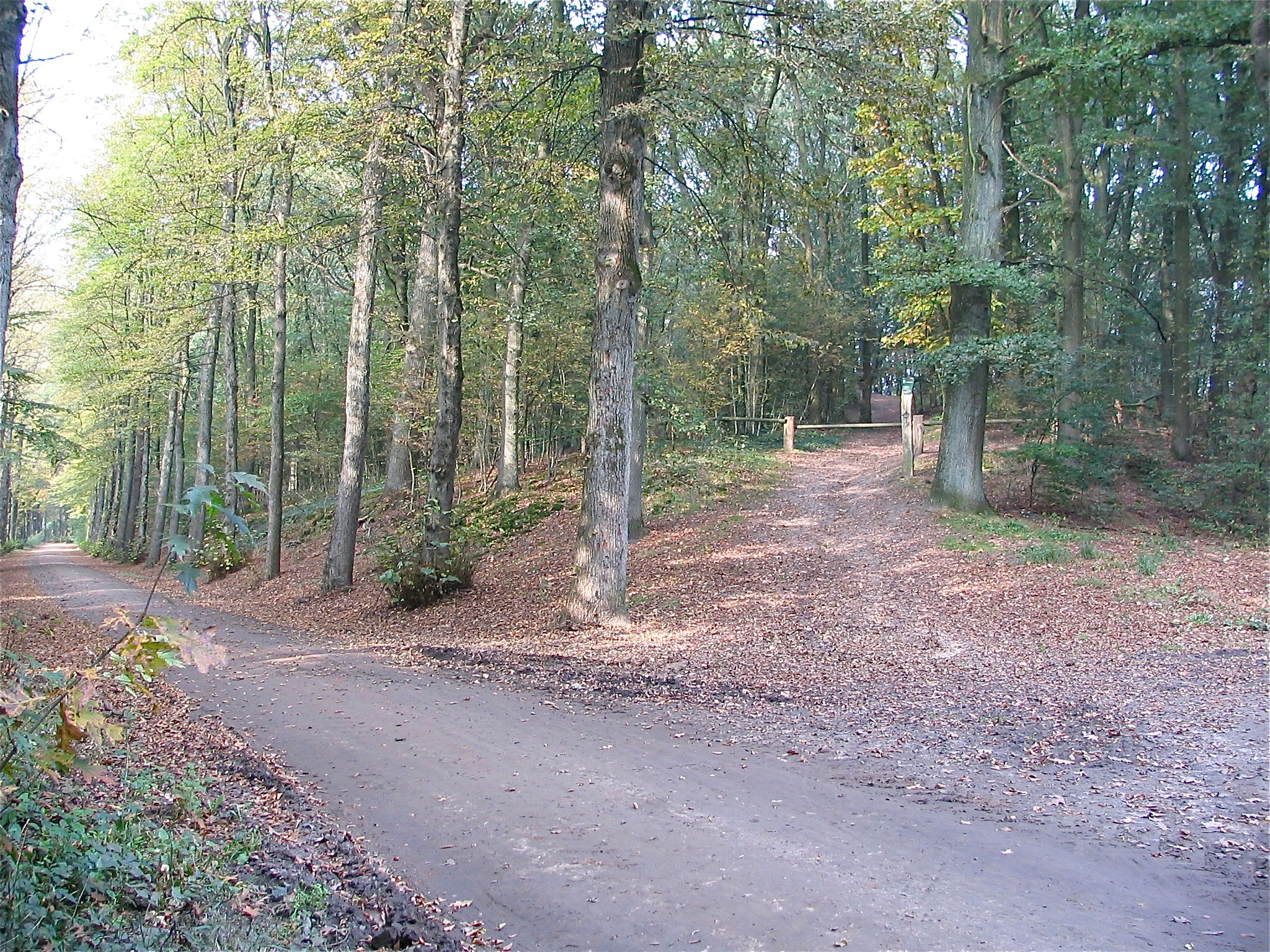
Paasberglaan en opgang Paasberg (westzijde), 2007.
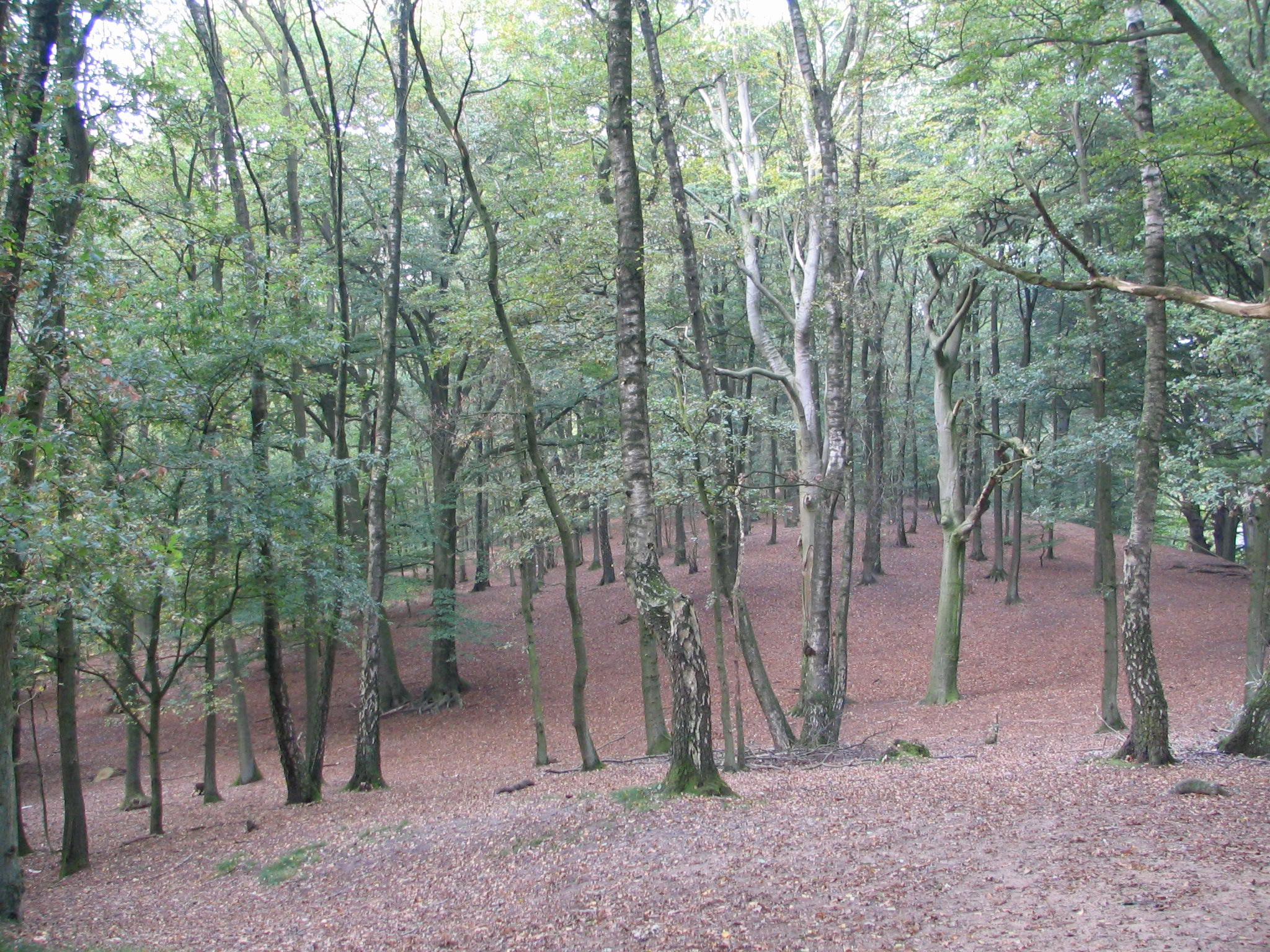
Op de Paasberg, zuidelijke heuveltop (2007).